# Funk carioca

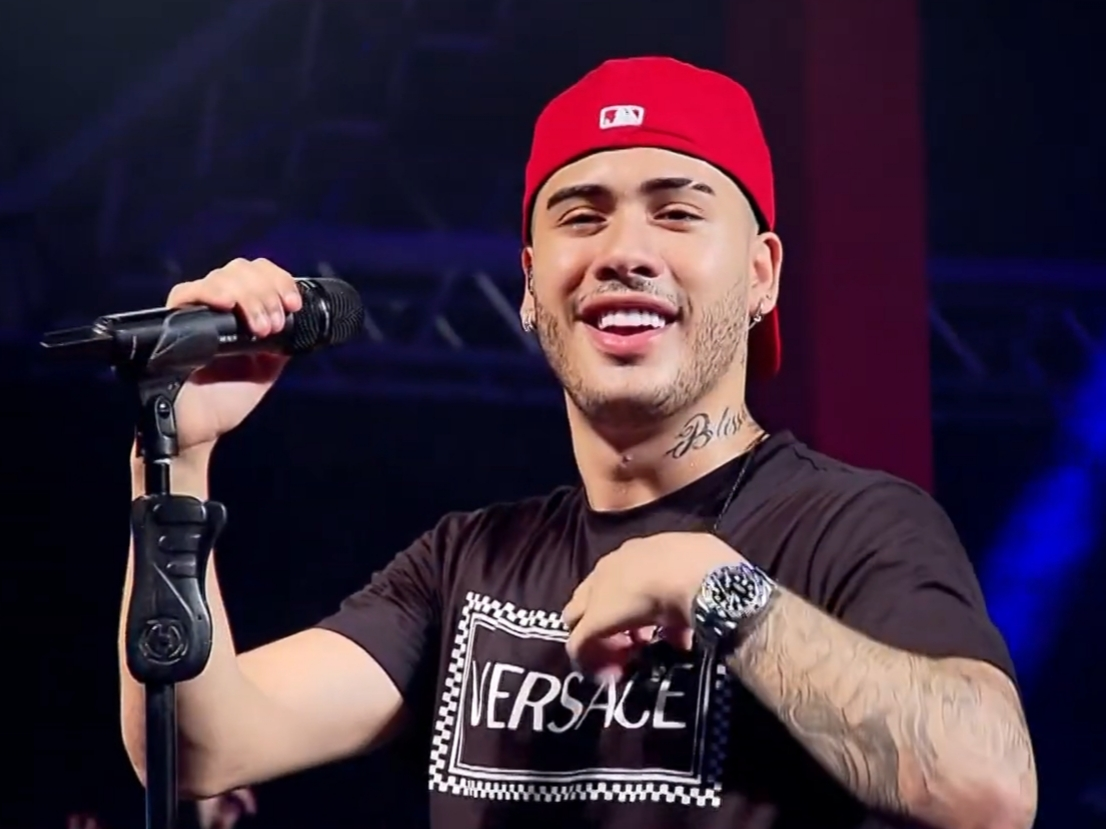
MC Kevinho, framstående artist inom São Paulo-funk.

Funk carioca (alt. Favela funk eller Baile funk) är en brasiliansk musikstil grundad genom gatufester i Rio de Janeiros slumområden (Favelas) och har utvecklas från musikstilen Miami bass (hiphop). Musik tillhörande denna stil kan höras i filmerna Guds stad och Människornas stad. Artisten M.I.A. skapade en internationell popularitet för funk carioca i och med singeln Bucky Done Gun från 2005.

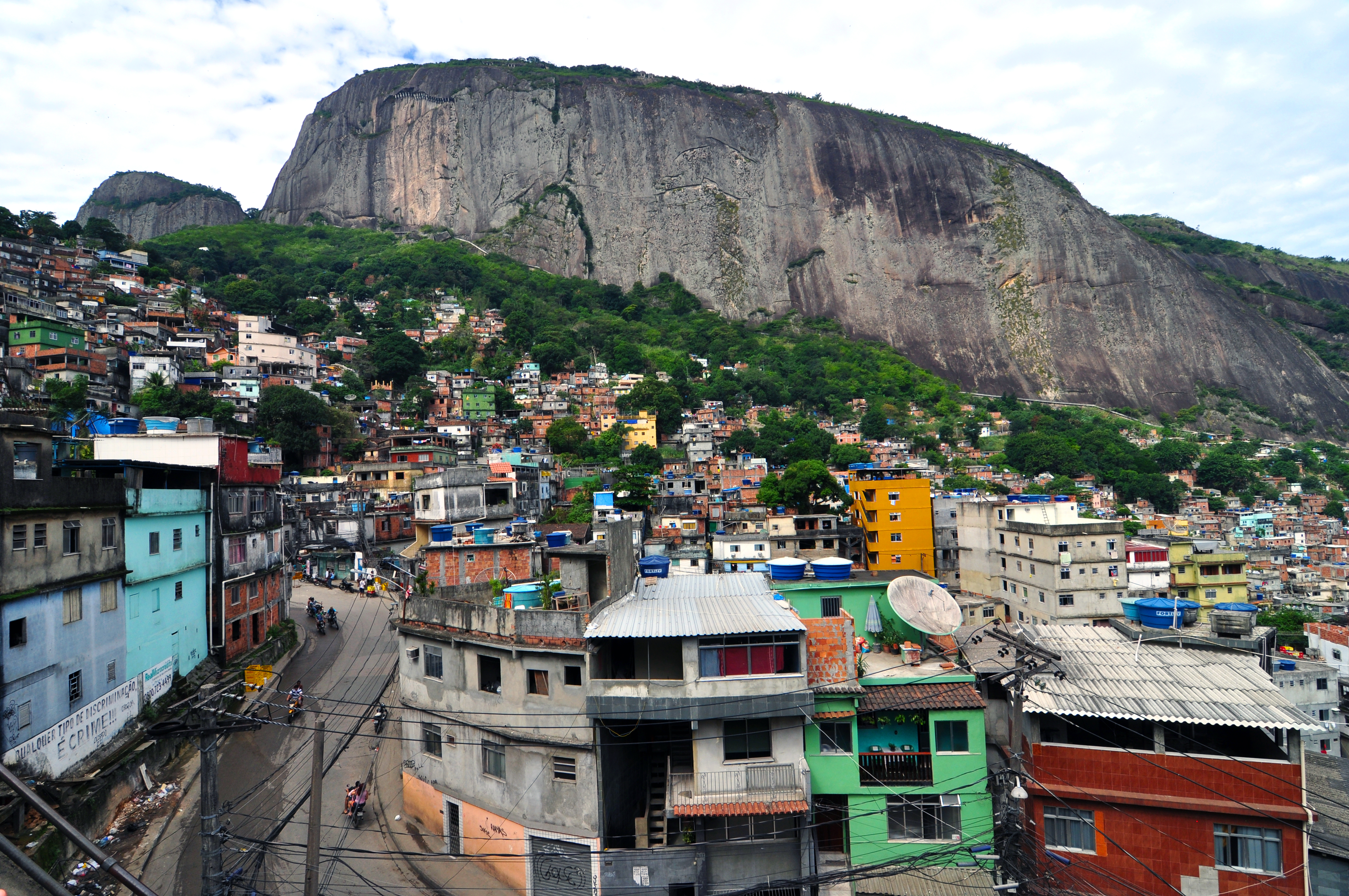
Ett av flera favela-områden i Rio, ur vilka funk carioca grundades

"Baile funk", i Brasilien, hänvisar inte till musiken, utan till de faktiska festerna eller diskoteken där musiken spelas. Fastän den har sitt ursprung i Rio har funk carioca blivit allt populärare bland arbetarklassen i andra delar av Brasilien. I hela landet är funk carioca oftast helt enkelt kallad funk, även om det är mycket annorlunda musikaliskt från vad funk innebär i de flesta andra ställen. Låttexterna framförda inom funk carioca handlar oftast om lokala händelser i ghettot såsom missbruk, våld, sex, fattigdom, och på grund av texternas ofta grova natur finns i regel dubbel uppsättning av låttexter, en för radio och en för uteställen och fester.

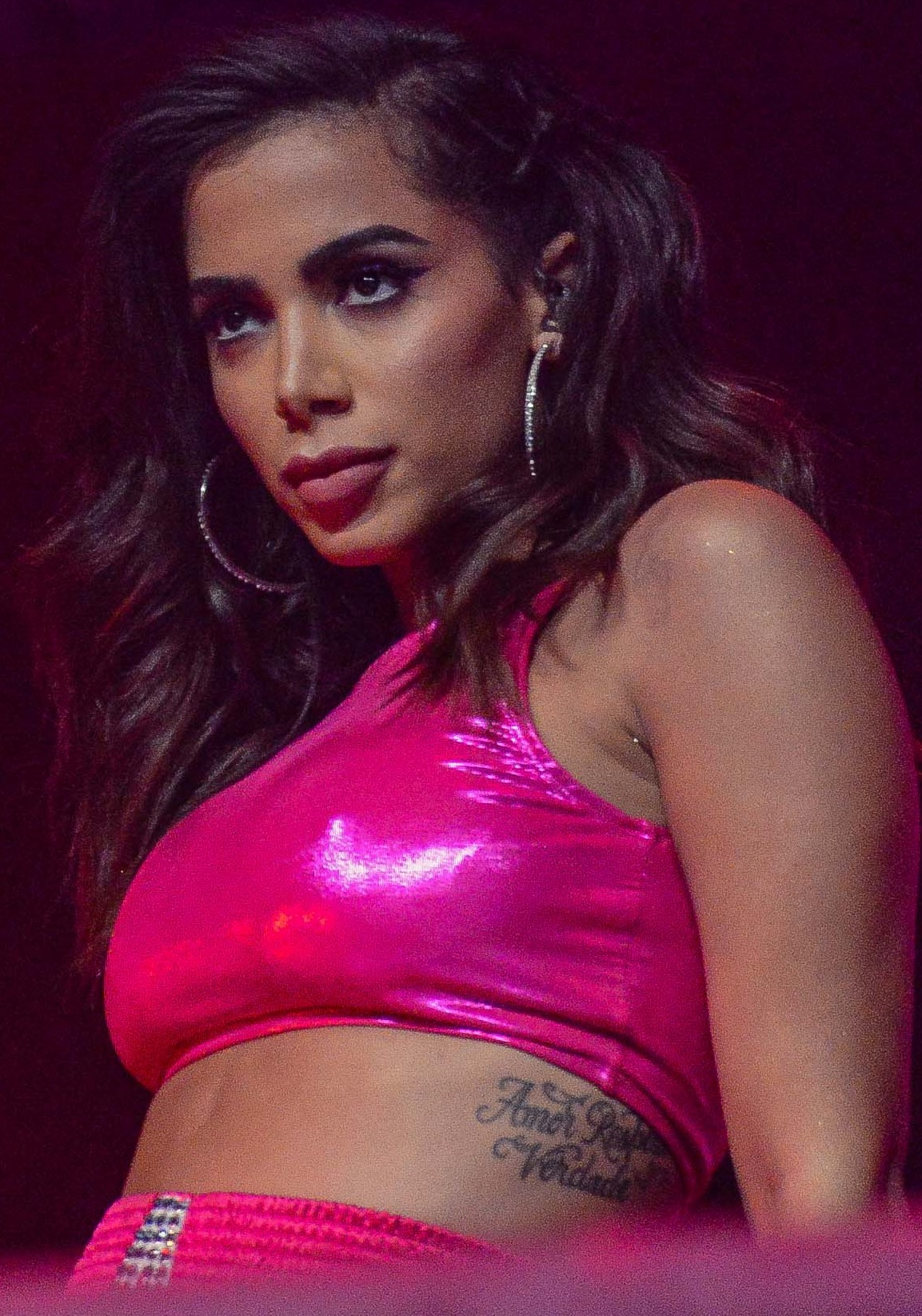
Anitta är idag en av Brasiliens största artister och funk melody-sångare.

## Subgenrer

### Funk melody
Funk melody är en fusion av funk carioca och den mer kommersiella musiken latin freestyle. Funk melody har idag mycket inslag av bland annat R&B och reggaeton, oftare med fokus på romantik. Exempel på artister är Anitta, Biel, Duduzinho, IZA, Koringa, MC Leozinho, Ludmilla, Melanina Carioca, Naldo Benny och Perlla.

### Rasteirinha
Rasteirinha är en långsam typ av funk carioca influerad av reggaeton och axé.

### Proibidão
Proibidão är funk carioca specifikt i samband med förbjudna metoder, orsaken till dess namn (Proibidão, på svenska, "strikt förbjudet"). Innehållet i dessa funks innebär ofta försäljning av illegala droger och kriget mot brottsbekämpande organ, liksom beröm av en obestämd drogkartell.